# سلفاميرازين
سلفاميرازين أو سولفاميرازين Sulfamerazine عبارة عن مركب عضوي وهو هيدروكربون عطري متعدد الحلقات تتكون من حلقات أروماتية مدموجة ولا تحتوي على ذرات متغايرة ولا يوجد بها مستبدلات. مضاد حيوي من زمرة السلفوناميدات.

## الاستعمال الطبي
السلفانيلاميد يستخدم كعامل مضاد للجراثيم. ويمكن استخدامه لعلاج التهاب الشعب الهوائية والتهاب البروستاتا والتهابات المسالك البولية. يمتص بسرعة بعد تناوله عن طريق الفم.

## آلية العمل
يعمل على تثبيط تنافسي لحمض بارا أمينو بنزويك ويمنعه من الارتباط ب dihydropteroat الضروري لاصطناع حمض الفوليك.

## الآثار الجانبية
غثيان وإقياء واسهال وفرط حساسية، ندرة محببات، وفقر دم انحلالي.

## التخليق

تخليق السلفاميرازين :

## وصلات خارجية
- Sulfamerazine (درغ بنك)
- Sulfamerazine (المعهد الوطني للمعايير والتقنية)